# Жабинкавски рејон
Жабинкавски рејон (блр. Жабінкаўскі раён; рус. Жабинковский район) административна је јединица другог нивоа на крајњем западу Брестске области и Републике Белорусије.
Административни центар рејона је град Жабинка.

## Географија
Жабинкавски рејон обухвата територију површине 684,17 км² и најмањи је по површини међу рејонима Брестске области. Граничи се са Брестским рејоном на западу, Камјанечким на северу, Кобринским на истоку и Маларицким рејоном на југу.
Рејон се налази у подручју горњег дела тока реке Мухавец. Подручје рејона је благо заталасно. Северни делови се налазе у нешто вишој Прибушкој равници максималне висине до 200 метара, док је јужни део у подручју нижег и мочварнијег Брестског Полесја, маскималних висина до 150 метара.

## Историја
Рејон је првобитно основан 15. јануара 1940, али је укинут већ 8. августа 1959. године. Поново је успостављен 30. јула 1966. у садашњим границама.

## Демографија
Према резултатима пописа из 2009. на том подручју стално је било насељено 25.031 становника или у просеку 36,6 ст/км².
| 1959.  | 1970.  | 1979.  | 1989.  | 1999.  | 2009.  |
| ------ | ------ | ------ | ------ | ------ | ------ |
| 24.947 | 25.315 | 24.647 | 25.298 | 25.784 | 25.031 |

Основу популације чине Белоруси (88,6%), Руси (5,52%), Украјинци (4,31%) и остали (1,57%).
Административно рејон је подељен на подручје града Жабинка (уједно и административни центар рејона) и на 8 сеоских општина.

## Саобраћај
Саобраћајну инфраструктуру чини аутопут М1 Е30 који спаја Брест са Русијом, Р7 (Камјанец—Жабинка—Федковичи), Р102 (Високаје—Камјанец—Кобрин) и Р104 (Жабинка—Кобрин).